# 江上泰山
江上 泰山（えがみ たいざん、1936年（昭和11年）3月6日 - 2021年（令和3年）11月19日）は、日本の僧（臨済宗相国寺派）。金閣寺放火事件を目撃した数少ない人物として知られる。

## 来歴
福井県和田村（現・高浜町）の禅寺に生まれる。1949年、中学2年生の時に金閣寺の徒弟僧となる。翌1950年7月2日未明、14歳のときに金閣炎上を目撃した。この事件は三島由紀夫の小説「金閣寺」の題材にもなった。
住職の村上慈海らと再建のために托鉢に回り、現在の金閣寺の再建に尽力した。1985年からは約17年間、金閣寺執事長を務め、その後に相国寺派宗務総長も歴任した。
2021年11月19日、誤嚥性肺炎により死去。